# 內船站

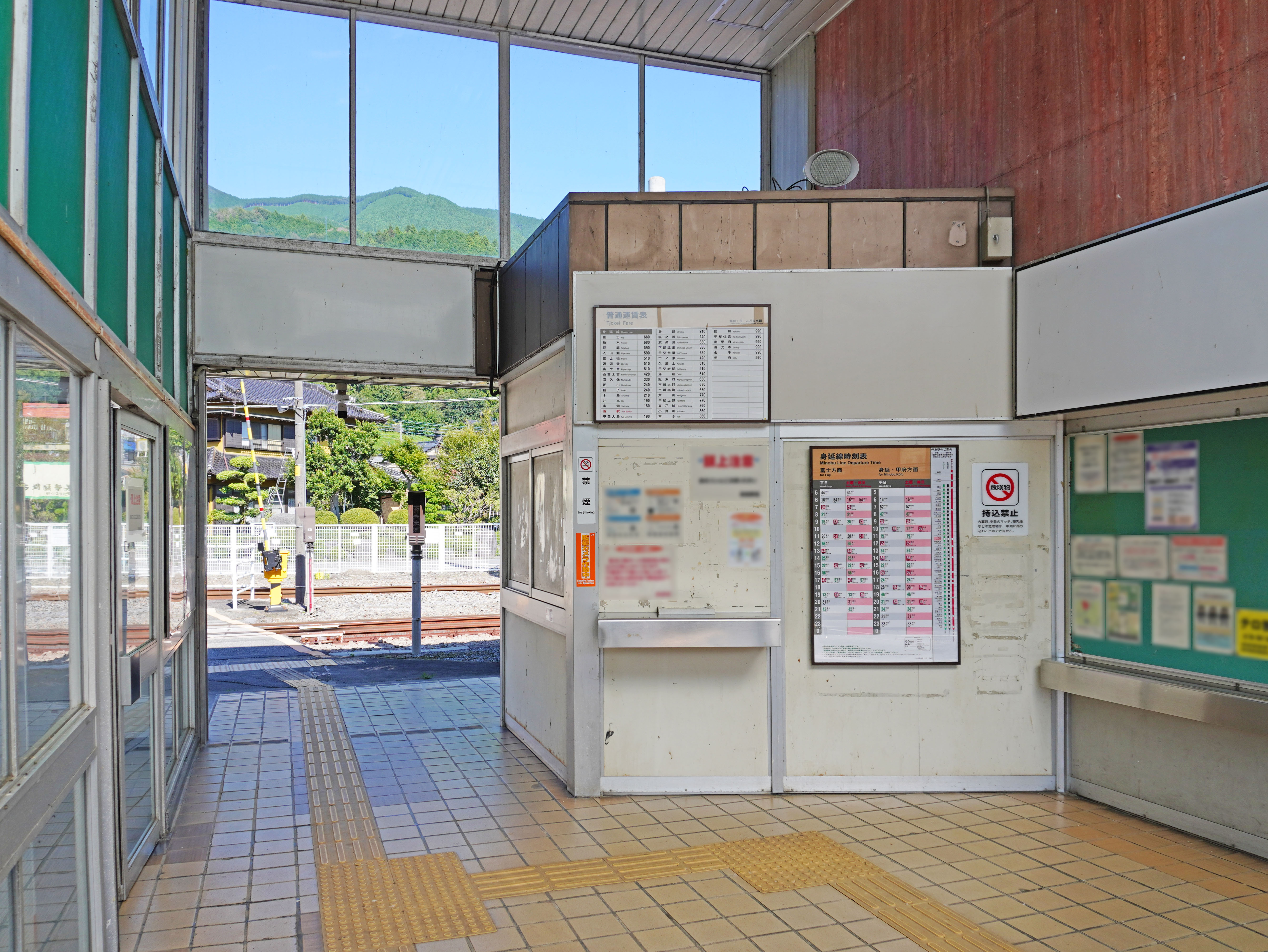
閘口(2022年9月)

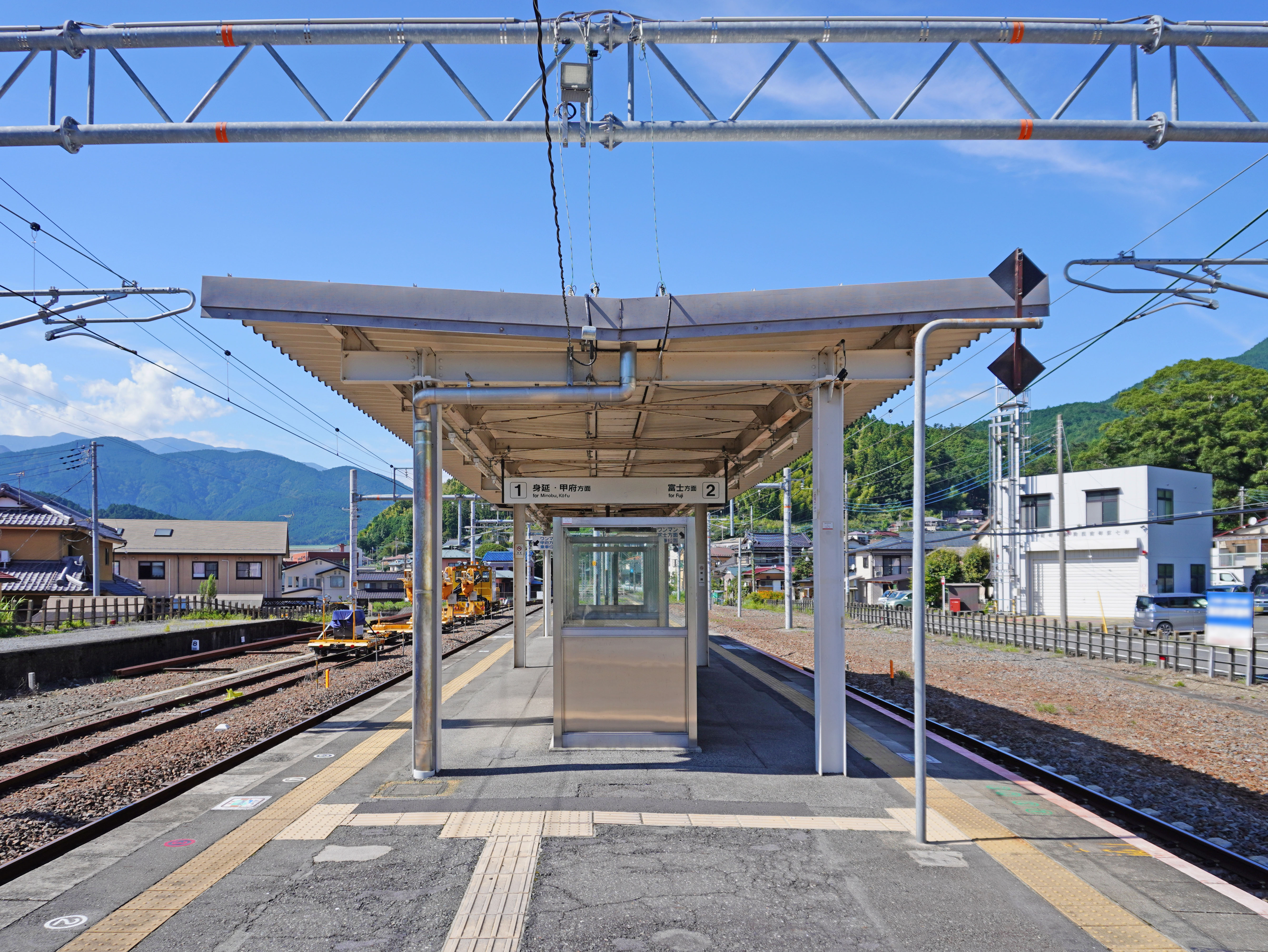
月台(2022年9月)

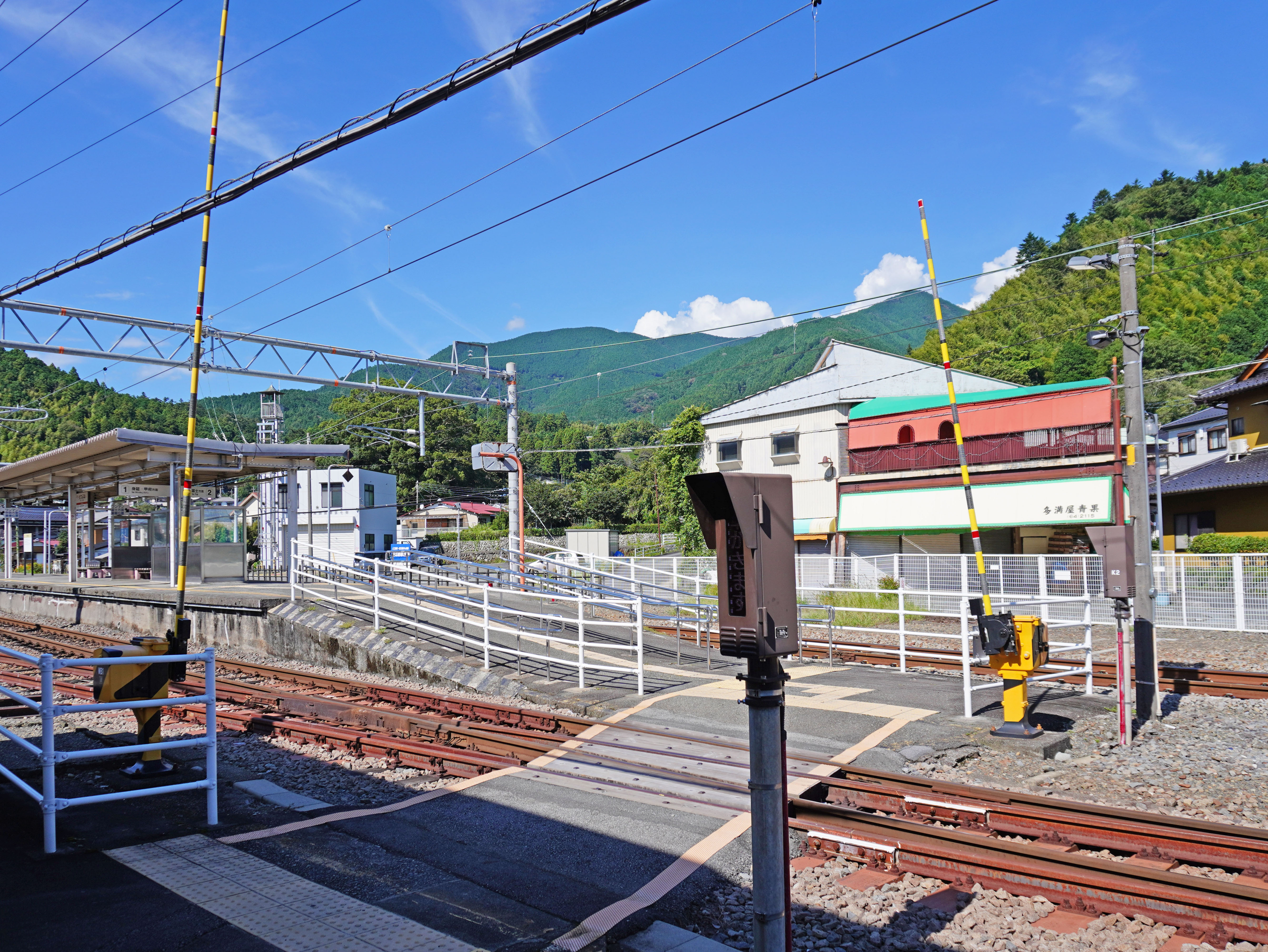
平交道(2022年9月)

內船站（日语：／ Utsubuna eki */?）是位於山梨縣南巨摩郡南部町內船7200號，東海旅客鐵道（JR東海）的身延線車站。
此站位於舊・南部町中心。特急「富士川」停靠此站。

## 歷史
- 1918年（大正7年）10月8日：富士身延鐵道線十島停留場至此站之間開通，此終點站啟用。當時此站名為內船南部站[1]。
  - 南部町在2003年3月1日由舊南部町和富澤町合併，內船站是舊南部町中心車站。
- 1919年（大正8年）12月8日：富士身延鐵道線此站至甲斐大島站之間開通[1]。
- 1938年（昭和13年）10月1日：富士身延鐵道借給鐵道省使用，成為身延線[1]。同時車站改名為內船站。
- 1941年（昭和16年）5月1日：富士身延鐵道正式國有化[1]。
- 1981年（昭和56年）9月1日：結束貨物起卸業務。
- 1987年（昭和62年）4月1日：伴隨國鐵分割民營化，車站由東海旅客鐵道（JR東海）營運[1]。
- 1999年（平成11年）4月1日：成為無人車站。

## 車站構造
車站是一座地面車站，設有1面2線的島式月台。車站大樓位於車站西南方。車站大樓側的月台是1號月台（甲府方向），大樓對面為2號月台（富士方向）。月台靠近寄畑一方設有站內平交道（遮斷機、警報機），連接車站大樓。
車站設有3條側線，當中1條位於1號月台西邊，2條位於2號月台東邊。東邊其中其中1條側線只連接寄畑一方的本線，不能通往甲斐大島，其他2條側線可連接寄畑一方和甲斐大島一方的本線。
車站大樓在1967年（昭和42年）3月建成，為一座2層高的混凝土建築物。內部只設有候車室。大樓雖然設有兩層，但是內部比較明亮，這是由於大樓設有許多窗口。此站在1999年（平成11年）4月成為無人車站，大樓內的櫃臺已經關閉。此站由身延站管理。
此站無人車站，不可在站內購買車票。乘坐特急列車時，若為車長乘務列車，需在車內購買車票。在一人控制列車中，乘車時需領取整理票，在下車時於列車內支付車費。

### 月台
| 月台 | 路線   | 上下行 | 方向           |
| ---- | ------ | ------ | -------------- |
| 1    | 身延線 | 下行   | 身延、甲府方向 |
| 2    | 身延線 | 上行   | 富士方向       |

### 2011年颱風洛克的影響
在2011年9月21日，受到颱風洛克的影響。此站至甲斐大島站之間的路堤倒塌，各處發生泥沙流入路軌和樹木倒塌事故。在同年11月14日，內船站以南路軌重開，由於路堤倒塌路段需要仍然進行收復工程，列車需要在此站折返，以北路段（此站至身延之間）開設代行巴士（而西富士宮站至身延站之間也設有代行巴士）。
在完全重開前，設有以下措施：
- 設有夜間停泊列車，尾班列車在此站停泊1晚，並執行翌日早上首班班次。
- 折返列車使用2號月台，由於信號問題，原則上下行列車不能駛入2號月台。來自富士方向的列車會在內船站前的場內信號燈前停車，然後等待指導員指示列車進入2號月台。當時列車內需要關閉自動列車停止裝置（ATS），直至列車停止後才再次開啟ATS。

在2012年3月17日，路線全面重開，停止夜間停泊措施，停車月台回復原狀。

## 使用狀況
此站是特急停車站，車站附近設有溫泉和遠足徑等觀光地點。在毎年8月15日會舉行「南部之火祭」，回鄉的人會較多。
以下為近年1日乘車人次列表：
| 乘車人次變化 | 乘車人次變化     | 乘車人次變化 |
| 年度         | 1日平均 乘車人次 |              |
| ------------ | ---------------- | ------------ |
| 2006         | 260              |              |
| 2007         | 259              |              |
| 2008         | 241              |              |
| 2009         | 216              |              |
| 2010         | 206              |              |
| 2011         | 176              |              |
| 2012         | 173              |              |
| 2013         | 162              |              |
| 2014         | 129              |              |
| 2015         | 128              |              |
| 2016         | 150              |              |
| 2017         | 134              |              |

## 車站周邊
站前設有町營巴士和的士站，但是巴士班次較少。的士停泊數量也較少。車站鄰近南部的士營業所，可致電營業所召喚的士。
車站附近（內船地區）設有溫泉設施「南部之湯」、南部町公所南部分廳舍、南部町立榮小學、南部汽車學校。車站西邊設有思親山和東海自然歩道等遠足徑。
在內船地區設有住宅和商店。車站西北300米處設有南部橋，橋樑跨越富士川，前往南部市區。該處設有南部町立南部中學和南部警署，南部市區東邊設有十枚山和篠井山登山徑。
站前設有與身延線並行的富士川和縣道10号。

## 巴士路線
| 乘車處 | 乘車處             | 系統                                           | 主要途經                       | 目的地       | 巴士公司                           | 備註                 |
| ------ | ------------------ | ---------------------------------------------- | ------------------------------ | ------------ | ---------------------------------- | -------------------- |
| 內船站 |                    | 德間、内船線                                   | 鹽澤新田、坂下、公所前、小久保 | 德間         | 南部町營巴士                       | 只於平日和星期六服務 |
| 內船站 | 南部循環（鹽澤廻） | 鹽澤新田、成島Ground、船山溫泉入口、中野、診所 | 內船站                         | 南部町營巴士 | 只於平日和星期六服務               |                      |
| 內船站 | 南部循環（鹽澤廻） | 診所、中野、船山溫泉入口、成島Ground、鹽澤新田 | 內船站                         | 南部町營巴士 | 只於平日和星期六服務               |                      |
| 內船站 | 診所線             | 診所、船山溫泉入口、診所                       | 內船站                         | 南部町營巴士 | 只於平日和星期六服務               |                      |
| 內船站 | 佐野線             | 八木澤、天子湖                                 | 上佐野                         | 南部町營巴士 | 只於平日和星期六服務               |                      |
| 內船站 | 內船、十島線       | 寄畑、井出                                     | 十島站                         | 南部町營巴士 | 只有平日1班                        |                      |
| 內船站 | 南部之湯線         |                                                | 南部之湯                       | 南部町營巴士 | 除了星期一外，只於平日和星期六服務 |                      |

## 相鄰車站
東海旅客鐵道（JR東海）
 身延線
- 特急「富士川」停車站

寄畑－內船－甲斐大島

## 注腳
1. 1 2 3 4 5 6  曾根悟（日语：曽根悟）（監修）. 朝日新聞出版分冊百科編集部（編集） , 编. . 週刊 歴史でめぐる鉄道全路線 国鉄・JR (朝日新聞出版). 2009-07-26, (3): 22–23 （日语）.
2. 1 2  用車站時間表的方向資訊。詳情參見JR東海官方網站的各站時間表 （页面存档备份，存于）（截至2015年1月）。
3. ↑  「山梨縣統計年鑑」

## 外部連結
- 國土地理院地圖參閲服務 （页面存档备份，存于） - 內部站周邊的1/25000地形圖（日語）